# Reinholdshain (Dippoldiswalde)
Reinholdshain ist ein Ortsteil der sächsischen Großen Kreisstadt Dippoldiswalde im Landkreis Sächsische Schweiz-Osterzgebirge.

## Geographie

### Lage
Reinholdshain liegt etwa drei Kilometer östlich von Dippoldiswalde. Die Staatsstraße 190 führt durch den Ort. Durch den Ort fließt der Oelsabach, westlich die Rote Weißeritz, die bei Paulsdorf zur Talsperre Malter angestaut wird.

### Nachbarorte
| Malter         | Oberhäslich                                 | Hirschbach       |
| Dippoldiswalde | Kompassrose, die auf Nachbargemeinden zeigt | Reinhardtsgrimma |
| Elend          | Oberfrauendorf                              | Niederfrauendorf |

## Geschichte

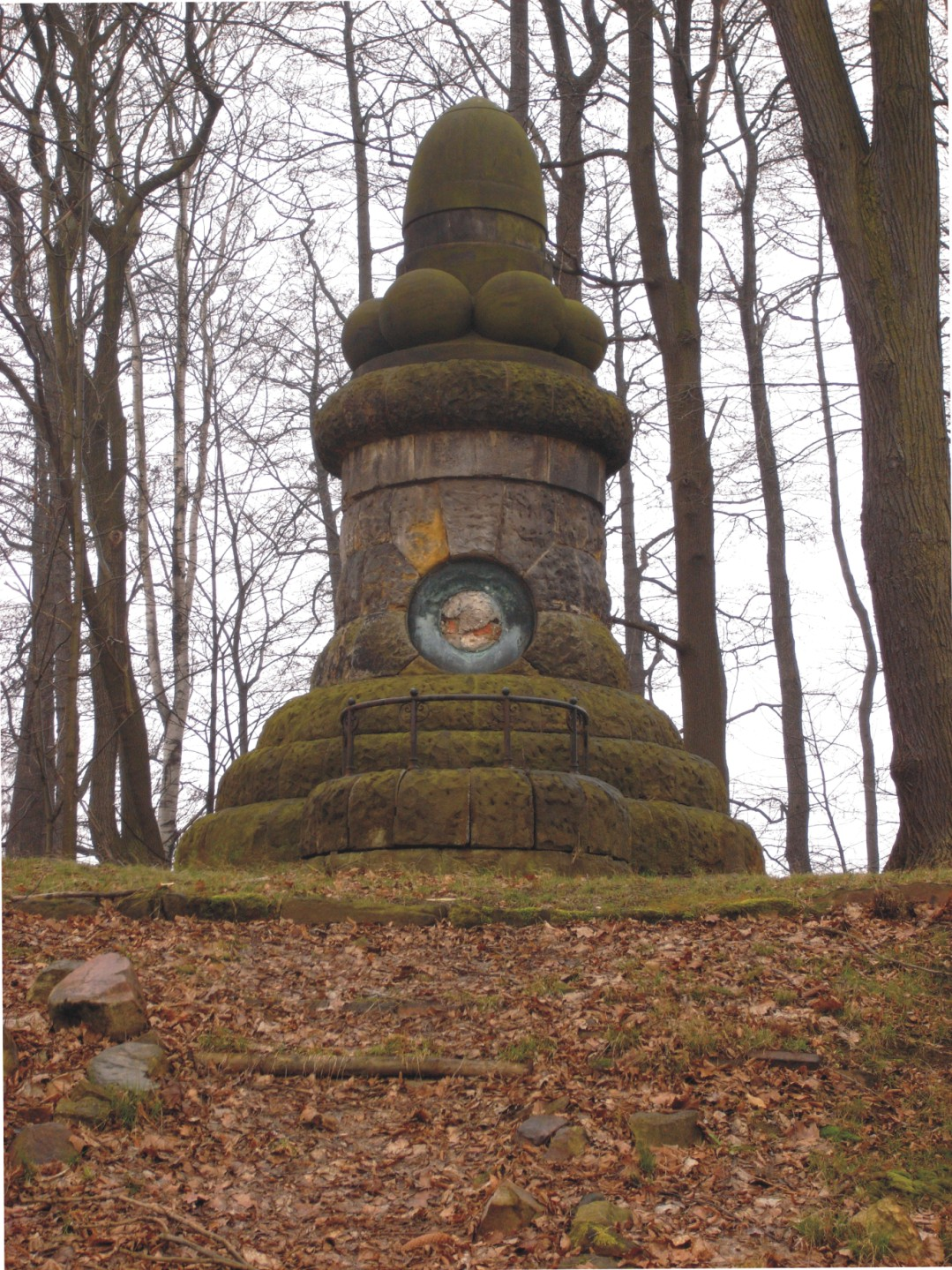
Kriegerdenkmal auf dem Gelände der früheren Wasserburg

Das 1445 urkundlich als „Reinolczhain“ (= Rodungssiedlung des Reinhold) ersterwähnte Reinholdshain ist als Waldhufendorf angelegt. Eine abgegangene mittelalterliche Wasserburg im Dorf wird auf die Zeit um 1200 bis 1250 datiert.
Die Grundherrschaft über das Dorf lag beim Rittergut Dippoldiswalde. 1569 war Reinholdshain zum Amt Dippoldiswalde gehörig, von 1856 bis 1875 zum Gerichtsamt Dippoldiswalde, danach zur gleichnamigen Amtshauptmannschaft. 1900 betrug die Fläche der Gemarkung 640 Hektar. Die Bevölkerung Reinholdshains teilte sich 1925 in 417 Evangelisch-lutherische Einwohner und drei Katholiken auf. Reinholdshain war nach Dippoldiswalde und nach Reinhardtsgrimma gepfarrt. Im Jahr 1952 wurde der Ort ein Teil des Kreises Dippoldiswalde, der aus der Amtshauptmannschaft entstand. 1994 wurde Reinholdshain nach Dippoldiswalde eingemeindet. Der Landkreis Dippoldiswalde und der Landkreis Freital schlossen sich im selben Jahr zusammen und bildeten fortan den Weißeritzkreis, dem Reinholdshain bis zur Fusion mit dem Landkreis Sächsische Schweiz zum Landkreis Sächsische Schweiz-Osterzgebirge angehörte.

### Entwicklung der Einwohnerzahl

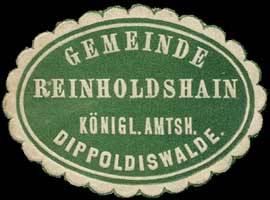
Siegelmarke der Gemeinde Reinholdshain

Entwicklung der Einwohnerzahl Reinholdshains:
| Jahr | Einwohner                                |
| ---- | ---------------------------------------- |
| 1552 | 30 besessene Mann, 37 Inwohner           |
| 1569 | 28 besessene Mann, 3 Gärtner, 11 Häusler |
| 1764 | 27 besessene Mann, 10 Häusler            |
| 1834 | 342                                      |
| 1871 | 391                                      |
| 1890 | 433                                      |
| 1910 | 428                                      |
| 1925 | 422                                      |
| 1939 | 440                                      |
| 1946 | 611                                      |
| 1950 | 594                                      |
| 1964 | 462                                      |

| Jahr | Einwohner |
| ---- | --------- |
| 1990 | 418       |
| 2006 | 491       |
| 2007 | 502       |
| 2008 | 498       |
| 2009 | 514       |
| 2010 | 499       |
| 2011 | 509       |
| 2012 | 491       |
| 2013 | 491       |
| 2014 | 487       |
| 2015 | 509       |
| 2020 | 500       |

## Persönlichkeiten
- Adolph Moritz Jungnickel (1817–1895), Politiker